# 轨迹
在数学中，轨迹（拉丁語：Locus）指的是含有某种性质的所有点的集合。它是一种几何形状。
常见的轨迹：
- 直线：到平面内两点的距离相等的所有点的集合；
- 圆：到平面内某一点（圆心）距离相等的所有点的集合；
- 椭圆：到平面内两点（焦点）的距离之和相等的所有点的集合；
- 双曲线：到平面内两点的距离之差相等的所有点的集合；
- 抛物线：平面内到一定点和到一条不过此点的定直线（准线）的距离相等的点的集合。